# Edward Popielski
Edward Popielski, znany również jako Łyssy (ur. 4 września 1886 w Borysławiu, zm. 24 marca 1973 we Wrocławiu) – postać fikcyjna, główny bohater cyklu powieści kryminalnych Marka Krajewskiego, których akcja toczy się w pierwszej połowie XX wieku na kresach wschodnich, we Lwowie, w Wilnie, a także w Gdańsku, Warszawie, przed i powojennym Wrocławiu oraz Darłowie.

## Życiorys
Był lwowskim komisarzem policji, absolwentem Uniwersytetu Wiedeńskiego na wydziale filologii – lingwistą (znał język hebrajski, język niemiecki, łacinę, grekę), kapitanem 9 dywizji piechoty. Został wzięty do niewoli w Niżnym Nowogrodzie. Był porucznikiem AK o pseudonimie Cyklop. Od 1942 do 1944 był szefem plutonu egzekucyjnego i dowódcą w akcjach odwetowych przeciw ukraińskim nacjonalistom. W 1927–1929 pracował jako prywatny nauczyciel języków obcych (łacina, greka) oraz matematyki, a także jako prywatny detektyw. Został zmuszony szantażem do zabójstwa Zdzisława Potoka. Doprowadził także do śmierci Bronisława Woroneckiego-Kulika, który skrzywdził jego córkę. W 1956 był pracownikiem kancelarii prawniczej mec. Aleksandra Becka (zajmował się przekupywaniem świadków).
W rozgrywającej się w 1937 r. powieści „Głowa Minotaura” spotyka się po raz pierwszy z Eberhardem Mockiem, z którym łączą go niektóre zainteresowania. Znajomość obu policjantów przetrwała do co najmniej 1946.
W książce "Dziewczyna o czterech palcach" próbuje rozwiązać aferę szpiegowską. Wywiadowcze koleje losu Popielskiego prezentują kolejne tomy - "Pomocnik kata" oraz "Miasto szpiegów". Jego losy po II wojnie światowej poznajemy w powieściach "W otchłani mroku" oraz "Słowo honoru". Jest chory na padaczkę fotogenną.

### Cykl o Edwardzie Popielskim
- Głowa Minotaura, Wydawnictwo W.A.B., Warszawa 2009[5]
- Erynie, Wydawnictwo Znak, Kraków 2010[6][7]
- Liczby Charona, Znak, 2011[8]
- Rzeki Hadesu, Znak, 2012[9]
- W otchłani mroku, Znak, 2013[10]
- Władca liczb, Znak, 2014[11]
- Arena szczurów, Znak, 2015[12]
- Dziewczyna o czterech palcach, Znak, 2019[13]
- Pomocnik kata, Znak, 2020[14]
- Miasto szpiegów, Znak, 2021
- Czas zdrajców, Znak, 2022
- Pasożyt, Znak, 2023
- Słowo honoru, Znak, 2024
- Cyklop, Znak, 2025[15]